# (3650) Kunming
(3650) Kunming (1978 UO2) – planetoida z pasa głównego asteroid okrążająca Słońce w ciągu 5,54 lat w średniej odległości 3,13 au Odkryta 30 października 1978 roku.